# E-Prix de Santiago de 2018

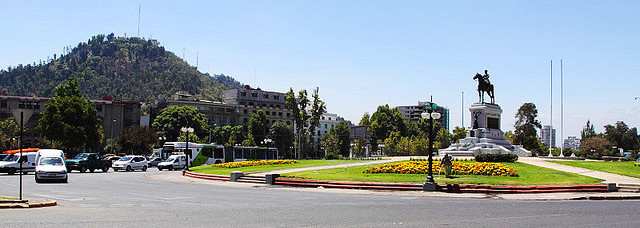
La plaza Baquedano, donde se instaló el podio

El e-Prix de Santiago de 2018 (oficialmente, el 2018 Antofagasta Minerals Santiago e-Prix) fue una carrera de monoplazas eléctricos de la Fórmula E, celebrada en el circuito del parque Forestal de la capital de Chile el 3 de febrero de 2018. Fue la primera edición del e-Prix de Santiago, y la cuarta carrera de la temporada 2017-18. La carrera, de 37 vueltas, fue ganada por el piloto de Techeetah Jean-Éric Vergne, tras comenzar desde la pole position. El compañero de equipo de Vergne André Lotterer terminó segundo y el piloto de Renault-e.Dams Sébastien Buemi, tercero.
Vergne ganó la pole position al marcar la vuelta más rápida en la calificación, y logró contener a Nelson Piquet, Jr. en los primeros minutos de la carrera, quien fue neutralizado por cuatro vueltas luego de que dos vehículos quedaran al lado de la pista por verse envueltos en accidentes separados durante la primera vuelta. Vergne, después de que todos los conductores hicieran su parada obligatoria en los pits para pasar a su segundo vehículo, mantuvo el liderato y su compañero de equipo Lotterer pasó a Piquet, quedando segundo. Vergne —que estaba ahorrando energía eléctrica debido a la pérdida de comunicación radial entre el auto y los pits— contuvo a Lotterer por el resto de la carrera, ganó por segunda vez en la Fórmula E y Lotterer terminó segundo; ambos lograron el primer uno-dos en la historia de la serie.
El resultado ubicó por primera vez a Vergne en el liderato del campeonato de pilotos, con 71 puntos, cinco más que Felix Rosenqvist, el líder anterior. Sam Bird terminó quinto y cayó al tercer lugar, mientras que Buemi terminó tercero y se trasladó al cuarto lugar. La escudería Techeetah tomó el liderato del campeonato de equipos, con Mahindra detrás por dos puntos; Virgin cayó al tercer lugar, mientras que e.Dams-Renault quedó en el cuarto, faltando ocho carreras en la temporada.

## Antecedentes
En febrero de 2017, un comité diplomático liderado por el expiloto de Fórmula 1 chileno Eliseo Salazar inició conversaciones en Buenos Aires con el director ejecutivo de la Fórmula E Alejandro Agag sobre la posibilidad de realizar una carrera en Santiago, la capital de Chile.
La carrera fue confirmada oficialmente en junio por el órgano regulador del deporte motor, la Federación Internacional del Automóvil, y fue agregada al calendario de la temporada 2017-18 por el Consejo Mundial de Automovilismo tres meses después. Sería la cuarta de las doce carreras de monoplazas eléctricos de la temporada, y se corrió el 3 de febrero de 2018. Antes de este evento, una carrera de Fórmula 1 —no de campeonato— ganada por Juan Manuel Fangio había tenido lugar en las calles de Santiago en 1950. A pesar de haber organizado también el campeonato regional de fútbol de la Copa América (en 1991 y en 2015) o el Rally Dakar (en 2009, 2010, 2011, 2012, 2013, 2014 y 2015), la prensa predijo que la carrera sería el mayor evento deportivo en Chile desde la Copa Mundial de Fútbol de 1962, y los organizadores esperaban recibir a 20 000 asistentes.
A las puertas del e-Prix, el conductor de Mahindra Felix Rosenqvist lideraba el campeonato de conductores con 54 puntos, 4 por sobre Sam Bird (el segundo) y 7 por sobre Jean-Éric Vergne (el tercero). Nelson Piquet, Jr. estaba 4.° con 25 puntos, y Edoardo Mortara (24 puntos) era el novato en la posición más elevada. En el campeonato de equipos, Mahindra lideraba con 75 puntos, con Virgin en 2.° lugar, 18 puntos atrás. Techeetah y Jaguar estaban 3.° y 4.° con 43 y 40 puntos, respectivamente, y Venturi estaba 5.° con 30 puntos.
A contar del e-Prix de Santiago, el tiempo mínimo de detención en los pits —que había sido fijado desde que comenzó el campeonato en 2014— fue desechado. Esto fue así al ser depuesta la regla por la Federación Internacional del Automóvil al cabo del e-Prix de Marrakech, celebrado tres semanas antes, luego de que los equipos alegaran preocupaciones por la seguridad. Para preparar el cambio, el fabricante de chasis Spark Racing Technology diseñó un cinturón de estilo enduro con la intención de mejorar la eficiencia en su uso y la seguridad de los equipos y los conductores. A algunos equipos se les dieron cinturones de muestra con los que practicar. La FIA luego permitió que los equipos pusieran asistentes detrás del muro de la calle de boxes y justo frente a sus respectivos garajes, para indicar a los conductores su lugar de detención. Se autorizó, así, que una persona saliera de los límites de su pit box con una señalización, para dirigir al conductor a su garaje.
El recorrido del circuito, de 2,46 km (1,53 mi) en el sentido del reloj y de 12 curvas, fue revelado el 12 de octubre de 2017. Los conductores comenzarían en la avenida Santa María antes de cruzar el río Mapocho y pasarían por el parque Forestal antes de volver a dicha avenida para completar cada vuelta del circuito. La construcción de la pista comenzó el 22 de enero (doce días antes de la carrera) y terminó el 2 de febrero. Ante la preocupación por los perros que habitualmente circulan en el parque Forestal, se contrató a una compañía veterinaria local para que los alimentara en zonas alejadas al circuito, para evitar accidentes durante el fin de semana. Piquet opinó que el recorrido del circuito sería «técnico», mientras que el mánager para la serie del proveedor de neumáticos del campeonato, Michelin, creía que sería una mezcla entre los circuitos de Montreal y de Berlín.

## Práctica
Se hicieron dos sesiones de práctica (ambas el sábado por la mañana) antes de la carrera, que se corrió de tarde. La primera sesión duró cuarenta y cinco minutos; la segunda, treinta. Otra sesión, de reconocimiento, sin toma de tiempo y de media hora, se había realizado el viernes en la tarde para que los equipos pudieran revisar la fiabilidad de los vehículos y sus sistemas electrónicos. El circuito fue limpiado durante la noche luego de que los conductores describieran al pavimento como sucio y resbaladizo; aun así, ninguno optó por hacer una vuelta a 200 kW (270 hp) debido a que varios participantes se salieron de la pista (a las áreas de run-off) tras trabar sus neumáticos. Bird marcó la vuelta más rápida en la primera sesión de práctica, con 1 minuto y 19,439 segundos, más de dos décimas de segundo más rápido que cualquiera otro. Rosenqvist, Vergne, Mitch Evans, André Lotterer, Alex Lynn, José María López, Mortara, Oliver Turvey y Piquet completaron las primeras diez posiciones. Sébastien Buemi intentó adelantar por fuera en la curva 12, y perdió el control delantero del monoplaza por perder agarre. Buemi chocó contra una barrera, lo que dañó su suspensión delantero-derecha y truncó su sesión. El director de la carrera Scot Elkins detuvo la sesión quedando tres minutos, cuando Maro Engel sufrió la traba de sus frenos, chocó contra la barrera Tecpro de la curva 3 y dañó su alerón delantero; Engel resultó ileso.
En la segunda sesión de práctica, Vergne usó 200 kW (270 hp) de energía para marcar la vuelta más rápida de todas las instancias del e-Prix, en 1 minuto y 18,662 segundos. Lynn lo secundó por tres centésimas de segundo detrás y Evans siguió en tercer lugar. El dúo de Mahindra, Nick Heidfeld y Rosenqvist, quedó en los lugares cuarto y quinto; y Bird, Mortara, Daniel Abt, Buemi y Lucas di Grassi completaron los primeros diez previos a la calificación. Avanzados diez minutos de la sesión, Piquet se salió al área de run-off de la curva 3 y logró detener su vehículo antes de chocar la barrera. Un sobreviraje hizo que López tuviera un choque leve con el muro de la curva 1, pero pudo volver a los pits y cambiar a un segundo automóvil. Nico Prost se abrió mucho al acercarse a la curva 9 (de 90 grados, hacia la izquierda) y se avalanzó contra la barrera, perdiendo su alerón delantero y poniendo término anticipado a la sesión cuando faltaban cinco minutos.

## Calificación
La sesión de calificación comenzó a las 12:00 y se llevó a cabo en cuatro grupos de cinco pilotos, cada grupo tenía seis minutos en el que los pilotos tenían un máximo de una vuelta por vuelta con una potencia de 170 kW y luego un máximo de una vuelta cronometrada con una potencia de 200 Se permitió que los kW conduzcan. Luca Filippi y Nelson Piquet, Jr. no calificó para la carrera después de errores de conducción. André Lotterer fue el más rápido con un tiempo de vuelta de 1:18.796 minutos.
Los cinco corredores más rápidos completaron las primeras cinco posiciones en la contrarreloj individual de Superpole. Vergne aseguró la pole position con un tiempo de vuelta de 1:19.161 minutos y, por lo tanto, tres puntos. Las otras posiciones fueron ocupadas por Sébastien Buemi, Lucas di Grassi, Lotterer y Bird. Lotterer rebotó en la barrera al comienzo de la vuelta y cerró la vuelta a baja velocidad, Bird girando en su regazo, rebotando en la barrera e incapaz de terminar la vuelta.
Di Grassi fue relegado por diez posiciones de la parrilla debido a un cambio del inversor, por lo que comenzó desde la posición 13 en la parrilla. Prost fue compensado por dos posiciones en la parrilla de vuelta porque él condujo una vuelta demasiado en la clasificación. También Evans recibió debido a un cambio de Intervers una renuncia por diez lugares de inicio. Sin embargo, como ya estaba en el último lugar, la penalización se convirtió en una penalización de diez segundos, que debe cumplir al cambiar el vehículo.

## Carrera
La carrera se realizó durante 37 vueltas.
Vergne ganó la pole position al anotar la vuelta más rápida en la calificación, y mantuvo su ventaja de largada en la primera curva evitando la presión de Nelson Piquet Jr. en las etapas iniciales de la carrera que neutralizó durante cuatro vueltas más. En esta etapa inicial abandonaron dos autos, quedando al costado de la pista por involucrarse en accidentes separados en la primera vuelta. Vergne mantuvo la ventaja después de realizar su parada en boxes obligatoria, para el cambio al segundo auto. Y su compañero de equipo Lotterer quedó segundo después de pasar a Piquet. Lotterer hizo dos intentos para adelantar a Vergne que estaba ahorrando energía eléctrica debido a una pérdida en la comunicación por radio, pero no tuvo éxito. Por lo tanto, Vergne lideró el resto del ePrix para obtener su segunda victoria profesional y Lotterer quedó segundo, lo que significa que se logró el primer uno-dos en la historia de la Fórmula E.
El resultado de la carrera permitió a Vergne pasar a la cabeza del Campeonato de Pilotos por primera vez con 71 puntos, cinco por delante del líder anterior, Felix Rosenqvist. Sam Bird quedó quinto y esto le permitió subir a la tercera posición del campeonato, mientras que el tercer lugar de Buemi lo llevó a la cuarta posición y Piquet completó los cinco primeros puestos del campeonato. El sólido resultado de Techeetah significó que ahora lideren el Campeonato por Equipos, con sus rivales más cercanos Mahindra a dos puntos en el segundo lugar. Virgin cayó a la tercera posición mientras que e.Dams-Renault se movió al cuarto puesto.

## Controversias
La elección del circuito por el Parque Forestal generó manifestaciones de rechazo por parte de agrupaciones de vecinos del sector y habitantes de la comuna de Santiago, dado principalmente por la afectación a elementos patrimoniales e infraestructura vial del entorno. Un grupo de vecinos de Santiago interpuso un recurso de protección ante la Corte de Apelaciones con el que se buscaba impedir la realización de la carrera, sin embargo este fue desestimado el 31 de enero.
Tras la realización de la carrera, diversos vecinos denunciaron daños a los adoquines en la calle Purísima producto del retiro de la capa de asfalto que buscaba proteger dicho elemento. Durante el retiro de las estructuras que formaban parte del circuito, un camión golpeó la escultura de Dédalo e Ícaro (de Rebeca Matte) presente en la entrada del Museo Nacional de Bellas Artes, desplazándola de su base y fracturando la pierna de una de las estatuas. La organización del evento se comprometió a cubrir todos los gastos asociados a la restauración de la obra.
El 20 de febrero el alcalde de Santiago, Felipe Alessandri, descartó que el Parque Forestal sea utilizado para nuevas ediciones de la carrera de Fórmula E.

## Prácticas libres
Todos los horarios corresponden al huso horario local (UTC-4).
| Hora de inicio 8:00 - Hora de finalización 8:45 |    |                  |                         |          |            |         |
| Pos.                                            | Nº | Piloto           | Equipo                  | Tiempo   | Diferencia | Vueltas |
| 1                                               | 2  | Sam Bird         | DS Virgin Racing        | 1:19.439 | —          | 18      |
| 2                                               | 19 | Felix Rosenqvist | Mahindra Racing         | 1:19.646 | +0.207     | 23      |
| 3                                               | 25 | Jean-Éric Vergne | Techeetah               | 1:19.701 | +0.262     | 20      |
| 4                                               | 20 | Mitch Evans      | Panasonic Jaguar Racing | 1:19.819 | +0.380     | 20      |
| 5                                               | 18 | André Lotterer   | Techeetah               | 1:19.824 | +0.385     | 19      |
| Fuente:fiaformulae.com                          |    |                  |                         |          |            |         |

| Hora de inicio 10:30 - Hora de finalización 11:00 |    |                  |                         |          |            |         |
| Pos.                                              | Nº | Piloto           | Equipo                  | Tiempo   | Diferencia | Vueltas |
| 1                                                 | 25 | Jean-Éric Vergne | Techeetah               | 1:18.662 | —          | 13      |
| 2                                                 | 36 | Alex Lynn        | DS Virgin Racing        | 1:18.692 | +0.030     | 12      |
| 3                                                 | 20 | Mitch Evans      | Panasonic Jaguar Racing | 1:18.872 | +0.210     | 12      |
| 4                                                 | 23 | Nick Heidfeld    | Mahindra Racing         | 1:18.887 | +0.225     | 11      |
| 5                                                 | 19 | Felix Rosenqvist | Mahindra Racing         | 1:18.962 | +0.300     | 17      |
| Fuente:fiaformulae.com                            |    |                  |                         |          |            |         |

## Clasificación
Todos los horarios corresponden al huso horario local (UTC-4).
| Hora de inicio 12:00 - Hora de finalización 12:45 |    |                        |                           |          |            |    |
| Pos.                                              | Nº | Piloto                 | Equipo                    | Tiempo   | Diferencia | P. |
| 1                                                 | 18 | André Lotterer         | Techeetah                 | 1:18.796 | —          | SP |
| 2                                                 | 1  | Lucas Di Grassi        | Audi Sport ABT Schaeffler | 1:19.053 | +0.257     | SP |
| 3                                                 | 2  | Sam Bird               | DS Virgin Racing          | 1:19.076 | +0.280     | SP |
| 4                                                 | 25 | Jean-Éric Vergne       | Techeetah                 | 1:19.124 | +0.328     | SP |
| 5                                                 | 9  | Sébastien Buemi        | Renault e.dams            | 1:19.182 | +0.386     | SP |
| 6                                                 | 3  | Nelson Piquet Jr.      | Panasonic Jaguar Racing   | 1:19.300 | +0.504     | 5  |
| 7                                                 | 36 | Alex Lynn              | DS Virgin Racing          | 1:19.447 | +0.651     | 6  |
| 8                                                 | 16 | Oliver Turvey          | NIO Formula E Team        | 1:19.574 | +0.778     | 7  |
| 9                                                 | 8  | Nicolas Prost          | Renault e.dams            | 1:19.623 | +0.827     | 10 |
| 10                                                | 6  | José María López       | Dragon Racing             | 1:19.662 | +0.866     | 8  |
| 11                                                | 66 | Daniel Abt             | Audi Sport ABT Schaeffler | 1:19.726 | +0.930     | 9  |
| 12                                                | 5  | Maro Engel             | Venturi Formula E Team    | 1:19.877 | +1.081     | 11 |
| 13                                                | 7  | Jérôme d'Ambrosio      | Dragon Racing             | 1:19.923 | +1.127     | 12 |
| 14                                                | 19 | Felix Rosenqvist       | Mahindra Racing           | 1:19.984 | +1.188     | 14 |
| 15                                                | 23 | Nick Heidfeld          | Mahindra Racing           | 1:20.012 | +1.216     | 15 |
| 16                                                | 28 | António Félix da Costa | MS&AD Andretti Formula E  | 1:20.132 | +1.336     | 16 |
| 17                                                | 4  | Edoardo Mortara        | Venturi Formula E Team    | 1:20.157 | +1.361     | 17 |
| 18                                                | 27 | Tom Blomqvist          | MS&AD Andretti Formula E  | 1:20.422 | +1.626     | 18 |
| NC                                                | 68 | Luca Filippi           | NIO Formula E Team        | 1:31.271 | +12.475    | 19 |
| NC                                                | 20 | Mitch Evans            | Panasonic Jaguar Racing   | 1:40.540 | +21.744    | 20 |
| Fuente:fiaformulae.com                            |    |                        |                           |          |            |    |

| Hora de inicio 12:45 - Hora de finalización 13:00 |    |                  |                           |            |            |    |
| Pos.                                              | Nº | Piloto           | Equipo                    | Tiempo     | Diferencia | P. |
| 1                                                 | 25 | Jean-Éric Vergne | Techeetah                 | 1:19.161   | —          | 1  |
| 2                                                 | 9  | Sébastien Buemi  | Renault e.dams            | 1:19.355   | +0.194     | 2  |
| 3                                                 | 1  | Lucas Di Grassi  | Audi Sport ABT Schaeffler | 1:19.673   | +0.512     | 13 |
| 4                                                 | 18 | André Lotterer   | Techeetah                 | 1:46.429   | +27.268    | 3  |
| 5                                                 | 2  | Sam Bird         | DS Virgin Racing          | Sin tiempo | Sin tiempo | 4  |
| Fuente:fiaformulae.com                            |    |                  |                           |            |            |    |

## Carrera
Todos los horarios corresponden al huso horario local (UTC-4).
| Hora de inicio 16:00   |    |                        |                           |       |                 |    |        |
| Pos.                   | Nº | Piloto                 | Equipo                    | Vtas. | Tiempo/Retirado | P. | Puntos |
| 1                      | 25 | Jean-Éric Vergne       | Techeetah                 | 37    | 1:01:24.514     | 1  | 28     |
| 2                      | 18 | André Lotterer         | Techeetah                 | 37    | +1.154          | 3  | 18     |
| 3                      | 9  | Sébastien Buemi        | Renault e.dams            | 37    | +1.959          | 2  | 15     |
| 4                      | 19 | Felix Rosenqvist       | Mahindra Racing           | 37    | +2.793          | 14 | 12     |
| 5                      | 2  | Sam Bird               | DS Virgin Racing          | 37    | +4.490          | 4  | 11     |
| 6                      | 3  | Nelson Piquet Jr.      | Panasonic Jaguar Racing   | 37    | +6.364          | 5  | 8      |
| 7                      | 20 | Mitch Evans            | Panasonic Jaguar Racing   | 37    | +7.099          | 20 | 6      |
| 8                      | 7  | Jérôme d'Ambrosio      | Dragon Racing             | 37    | +13.308         | 12 | 4      |
| 9                      | 28 | António Félix da Costa | MS&AD Andretti Formula E  | 37    | +14.811         | 16 | 2      |
| 10                     | 8  | Nicolas Prost          | Renault e.dams            | 37    | +21.092         | 10 | 1      |
| 11                     | 27 | Tom Blomqvist          | MS&AD Andretti Formula E  | 37    | +32.924         | 18 |        |
| 12                     | 68 | Luca Filippi           | NIO Formula E Team        | 37    | +44.127         | 19 |        |
| 13                     | 4  | Edoardo Mortara        | Venturi Formula E Team    | 37    | +49.398         | 17 |        |
| 14                     | 16 | Oliver Turvey          | NIO Formula E Team        | 37    | +1:12.282       | 7  |        |
| Ret                    | 36 | Alex Lynn              | DS Virgin Racing          | 26    | Caja de cambios | 6  |        |
| Ret                    | 23 | Nick Heidfeld          | Mahindra Racing           | 23    | Energía         | 15 |        |
| Ret                    | 1  | Lucas Di Grassi        | Audi Sport ABT Schaeffler | 21    | Potencia        | 13 |        |
| Ret                    | 66 | Daniel Abt             | Audi Sport ABT Schaeffler | 11    | Energía         | 9  |        |
| Ret                    | 6  | José María López       | Dragon Racing             | 0     | Colisión        | 8  |        |
| Ret                    | 5  | Maro Engel             | Venturi Formula E Team    | 0     | Colisión        | 11 |        |
| Fuente:fiaformulae.com |    |                        |                           |       |                 |    |        |

Notas:
1. ↑  Tres puntos adicionales para el que marcó la pole position. (Jean-Éric Vergne)
2. ↑  Un punto adicional para el que marcó la vuelta rápida en carrera. (Sam Bird)